# Ера Истрефи
Ера Истрефи е косоварска певица и авторка на песни.

## Биография и творчество
Истрефи е родена в Прищина на 4 юли 1994 г.
Добива популярност след издаването на дебютния си сингъл Mani për money през 2013 г., който печели положителни отзиви и внимание от страна на обществеността. Следващите ѝ песни A po don и E dehun постигат същия успех. През юни 2014 г. печели 3 Videofest награди за музикални видеа, включително „Най-добър нов изпълнител“ за работата си през 2013 г.
През 2015 г. натрупва успех с песента си Njo si ti с над 1 милион гледания в YouTube за седмица. Първият ѝ дует Shume Pis с участието на добре познатия косовски рапър Ledri Vula се превръща в летен хит.
През януари 2016 г. придобива международна известност с издаването на сингъла ѝ BonBon, често сравняван със стила на Rihanna и Sia. В интервю през 2016 г. Ера споделя че сред големите ѝ вдъхновения е Лана Дел Рей. BonBon влиза в класациите на Франция, Германия, Австрия, Швейцария, Ливан, България и Валония. След успеха на песента подписва с американските лейбъли Sony Music Entertainment и Ultra Music през февруари 2016 г.

## Сингли
- Mani për money (2013)
- A po don? (2014)
- E dehun (2014)
- 13 (2014)
- Njo si ti (2015)
- Shumë pis (2015)
- BonBon (2016)
- Redrum (с участието на Felix Snow) (2017)
- No I Love Yous (с участието на French Montana) (2017)
- Prisoner (2018)